# Драгуны
Драгу́ны (от фр. dragon или от лат. draco) — воины кавалерии армий некоторых европейских государств, обученные действиям как в конном, так и пешем строю.
Синонимом слову «драгуны», имевшим хождение в разных странах, также является термин «конная пехота» (конные стрелки). В военно-исторических научных изданиях также встречается синоним «ездящая пехота».

## Происхождение названия и его применение
У историков нет единого мнения о происхождении термина, как и о том кто первым ввёл его в употребление. Согласно одной из версий, слово «драгун» происходит от французского dragon, что означало короткий мушкет, имевшийся на вооружении у кавалеристов. 
Согласно другой версии, название произошло от латинского слова draco («дракон») и связано с изображением дракона, которое первоначально было на знамёнах. Так, Вольтер в своей книге «Век Людовика XIV» указывал, что в войсках маршала Бриссака (в которых отмечено появление первых драгун) на знамёнах изображался дракон. Сам термин «драгуны», которым начали обозначать пехоту, посаженную на коней, получил распространение позже, во времена правления Генриха IV. По другим сведениям, воины маршала Бриссака первыми начали себя называть «драгунами».
Согласно другим источникам, первым полководцем, который дал драгунам их общепринятое значение, был шведский король Густав II Адольф.

## Драгуны в разные исторические периоды своего существования
Историю существования драгун с момента их появления и до их ухода с исторической сцены можно разбить на четыре исторических периода. 
В первый период своего существования, который приходится на период с середины XVI по сороковые годы XVII веков, драгуны представляли из себя конных мушкетеров и пикинеров, которые использовали коней только для перемещения, а бой вели пешими. Драгун этого периода замечательно описал в своём трактате «Искусство конного боя» (Kriegskunst zu Pferdt) Иоганн Якоби фон Вальсхаузен (Johann Jacobi von Wallhausen) изданного в 1616 году в  Франкфурт-на-Майне. В нём он замечательно описал отличие драгун этого периода от конных аркебузиров, которые были вооружены аркебузами с колесцовым замком, которые в Испании и Священной Римской империи германской нации называли карабинами, а во Франции мушкетонами (не путать с эспинголе, предназначенные для стрельбы картечью, которые в России называют мушкетонами). 
Драгуны этого исторического периода в первые появились в Русском царстве при Михаиле Фёдоровиче. 
Во второй период своего существования, который начался в середине XVII века в связи с переходом от крупнокалиберных пехотных мушкетов и легких кавалерийских аркебуз на единое для кавалерии и пехоты вооружение, которые историки называют фузеей, драгуны представляли из себя конных фузилеров, которые могли вести бой как пешими, так и конными. В этот период они были организованы по пехотному образцу, что отличает их от другой кавалерии. 
Переход от драгун первого периода к драгунам второго периода можно проследить истории французского полка Драгун Кардинала-Герцога, который в 1638 году был перевооружен на фузеи и стал именоваться Конными фузилерами его Преосвященства. Создаваемый в шестидесятые годы XVII веке драгунские полки из которых состоял драгунский корпус Франции представлен уже драгунами именно этого периода. 
В Русском царстве при Алексее Михайловиче несколько полков драгун были перевооружены с мушкетов на карабины, чтобы иметь возможность вести стрельбу из седла. Именно в этот период истории драгун в России появился и стал применяться термин карабин. 
Третий период существования драгун не имеет четкой границы начала, так как в разных странах он начался в разное время, но он характерен тем, что в нем драгуны становятся полноценной кавалерией, сохраняя при этом возможность воевать как пехота. Первой страной начавшей применять драгун в этом качестве стала Швеция. 
Для России это период драгун Петра I, которые и представляли собой русскую кавалерию и драгунские полки назывались конными полками. 
У драгун этого исторического периода возникали временные прецеденты, когда драгуны и вовсе лишались длинноствольного оружия, как например русские драгуны в 1812 году и становились исключительно кавалерией, почти не отличаясь от кирасир. 
Но также в этот исторический период происходили прецеденты когда драгуны возвращались к универсальному применению как в качестве кавалерии, так и пехоты. 
Четвертый период существования драгун связан с перевооружением во второй половине XIX века армий мира на казнозарядные винтовки с унитарным патроном, в следствии чего драгуны стали не только кавалеристами, а ещё и конными стрелками. В начале этого периода драгуны ещё являлись кавалерией, но к концу уже чаще использовали коней только для перемещения и являлись мобильной пехотой, как вначале своего существования в первом периоде. 

## История появления драгун
Прецеденты, когда военачальники прибегали к смешиванию пехотинцев и кавалеристов, берут своё начало с античных времён. При этом военачальники преследовали цель объединить стойкость пехоты с подвижностью кавалерии.  
По мнению историков, прообразом драгун могут служить димахи (греч. dimahos — двойные бойцы), которые являлись воинами Александра Македонского. В целях усилить конницу на случай встречи с более многочисленной кавалерией противника, Александр Македонский часто сажал часть пехоты на коней. Но поскольку такие методы передвижения пехоты создавали определённые неудобства, он создал подразделения димахосов. 
Димахосы обучались действовать в случае необходимости и как кавалеристы, и как лёгкие пехотинцы. Обычной тактикой димахосов считался обход противника на лошадях в тыл, после чего они спешивались и производили атаку строем классической греческой фаланги. Аналогично до появления гуннов действовала римская, германская и славянская конница.
В армии Рима до правления Гая Мария существовали воинские части ездовой пехоты: пехотинцы сидели позади всадников и добирались точно так же верхом к месту сражения, после чего спешивались и вступали в бой. У галльских и германских племён были схожие конные воины.
В Империи Хань конная пехота участвовала во многих сражениях хунно-китайских войн. Во время кампаний значительная часть солдат прибывала на поле боя верхом, и некоторые из них спешивались и вступали в бой пешими.
В 1530 году король Франциск I отдал приказ, согласно которому всех пеших воинов, вооружённых луками, посадили на коней. Но поскольку эти воины не имели огнестрельного оружия, то отсчёт времени создания драгун историки предлагают с момента вооружения пехотинцев, пересаженных на лошадей, огнестрельным оружием.
В ходе итальянской войны (1551—1559) маршал Бриссак, которому король Франции Генрих II поручил руководить действиями французских войск против австрийских войск в Пьемонте, приказал посадить пехотинцев, вооружённых мушкетами, на коней. К таким пехотинцам первоначально применялся термин «конная пехота», «конные стрелки» и «конные аркебузеры». Тактика действий конных стрелков состояла в совершении неожиданных налётов на противника, в ходе которых сблизившись с противником на лошадях, конные стрелки спешивались, оставляя коней коноводам, и далее действовали в пешем строе аркебузами, мушкетами или копьями. В случае нехватки лошадей на всех конных стрелков, на одну лошадь садились по два человека.
Первоначально драгуны использовали лошадей только для передвижений, а в бою участвовали только в пешем порядке. В первой половине XVII века драгуны стали использоваться и как кавалеристы для участия в бою в конном строю. В зависимости от предназначения драгуны в разные исторические периоды имели на вооружении различные виды огнестрельного и холодного оружия, а также снабжались шанцевым инструментом для обустройства укрытий и укреплений. Во время Тридцатилетней войны драгуны использовались большей частью как кавалерия.
К окончанию XVII века драгуны составляли большую часть кавалерии таких государств как Франция, Австрия, Пруссия и Англия, в которых определялись как тяжёлая или средняя кавалерия. 
В начале XVIII века во многих государствах произошёл рост лёгкой кавалерии, в связи с чем доля драгунских формирований уменьшилась. 
В Царской России драгунские полки были организованы в ходе военной реформы, проводимой царём Михаилом Фёдоровичем, в ходе которой создавались формирования по принципу, принятому в западноевропейских монархиях (полки иноземного строя). В 1631 году был создан первый драгунский полк, набранный из приглашённых иностранцев. Через год службы иностранцы покинули службу. В 1634 году была предпринята вторая попытка организации драгунских полков. Были созданы несколько драгунских полков по 1000 человек в каждом и с офицерским составом исключительно из числа иностранцев. 
Пётр Первый при создании регулярной армии принял решение о преобладании в кавалерии драгун. В 1700 году были созданы 2 драгунских полка, в каждом из которых было около 1500 кавалеристов. На следующий год было создано ещё 12 драгунских полков. К концу 1708 года в Российской империи насчитывалось 36 драгунских полков и 1 драгунский эскадрон.
В связи с пересмотром тактики кавалерии, в которой был сделан упор на применение холодного оружия в конном строю, к 1763 году количество драгунских полков сократилось до 7. 
С приходом XVIII века, из-за повсеместного внедрения линейной тактики, значение драгун как линейной кавалерии снова возросло. Так, к началу Отечественной войны 1812 года в Русской императорской армии насчитывалось 37 драгунских полков. За отличие при ведении боевых действий 13 полков были удостоены наград. 
Однако после Отечественной войны царём Александром Первым было начато реформирование кавалерии, в ходе которой многие драгунские формирования были преобразованы в уланские и гусарские.
В 1833 году в Российской империи по инициативе царя Николая Первого был создан Драгунский корпус, который состоял из 8 полков. В каждом из полков было 10 эскадронов (8 драгунских и 2 пикинёрных). Пикинёры назначались для охраны коноводов и прикрытия флангов и в бою не спешивались. Корпус имел численность в 10 000 человек и располагал 48 орудиями. В пешем порядке бой принимали 6500 человек. Однако в боевых действиях корпус участия не принимал. В 1856 году при реорганизации кавалерии корпус расформировали из рациональных соображений: наличие большой массы лошадей (10 000 голов) в непосредственной близости от спешенных драгунских батальонов и линии огня было признано рискованным.
В связи с появлением нарезного оружия в 1863 году кавалерия была сокращена больше чем на половину и была изменена её тактика. Русско-турецкая война 1877—1878 показала преимущества драгунских формирований как мобильной пехоты. 
В 1882 году 14 гусарских и 14 уланских полков были преобразованы в драгунские полки. В 1907 году некоторым из этих полков были возвращены прежние названия и униформа. 
Накануне Первой мировой войны в Русской императорской армии насчитывался 21 драгунский полк, один из которых имел статус гвардейского. Все полки были расформированы в начале 1918 года.

## Другие значения «конной пехоты»
В различных источниках существуют расхождения в определении, что считать «конной пехотой» и в чём её принципиальное отличие от драгун, как и в целом от кавалеристов.
Так, в Военной энциклопедии Сытина 1915 года имеется статья «Конной пехота», где приводится её определение как формирований, использующих коней исключительно как средство доставки, а её боевое использование предполагается только в пешем строю, по причине чего необходимость в специальной кавалерийской подготовке отпадает. В качестве примера конной пехоты авторы статьи приводят создание конно-охотничьих команд в ходе русско-японской войны, а также существование конных отрядов буров в ходе англо-бурской войны. При этом авторы статьи напрямую связывают конную пехоту с созданием Петром Первым драгунских формирований в русской армии.
В более современных источниках эксперты указывают, что понятия драгуны и конная пехота (конные стрелки) являются синонимами. 